# 青池玲奈
青池 玲奈（あおいけ れな、1977年10月27日 - ）は、長野朝日放送の元アナウンサー。
東京都世田谷区出身。神奈川県立希望ヶ丘高等学校を経て明治学院大学法学部政治学科卒業。2000年、長野朝日放送に入社。

## 長野朝日放送時代の出演番組
- abnステーション（ - 2011年9月） - 天気コーナー（主に月・火曜日）担当。
- 炎de料理ショー - ナレーション（平沢幸子と隔週交代）
- お料理対決 遊クッKING - ナレーション
- 旅サラダ - 長野地区担当アナ
- 信州をカーナビ UぐるっTV
- abnニュース&天気予報